# Estnische Badmintonmeisterschaft 1998
Die Estnische Badmintonmeisterschaft 1998 fand vom 31. Januar bis zum 1. Februar 1998 in Tallinn statt. Es war die 34. Austragung der Titelkämpfe.

## Medaillengewinner
| Disziplin    | Gold                       | Silber                      | Bronze                    |
| ------------ | -------------------------- | --------------------------- | ------------------------- |
| Herreneinzel | Heiki Sorge                | Peeter Randväli             | Meelis Maiste             |
| Dameneinzel  | Kairi Saks                 | Piret Hamer                 | Kati Kraaving             |
| Herrendoppel | Meelis Maiste Indrek Küüts | Heiki Sorge Peeter Munitsõn | Tanel Talts Taimar Talts  |
| Damendoppel  | Kelli Vilu Kati Kraaving   | Kairi Saks Eve Jugandi      | Piret Hamer Ulla Helm     |
| Mixed        | Meelis Maiste Kairi Saks   | Einar Veede Mare Pedanik    | Kalle Kaljurand Ulla Helm |